# Keeshond
El Keeshond, conegut com a Wolfspitz fins a 1926, és un gos de talla mitjana amb un pelatge de dues capes de color de plata i amb la pell de color negre; té la cua enroscada i un 'collaret'. Es va originar a Alemanya i els seus parents més propers són els altres Spitz alemanys com el Pomerània.

## Història
El Keeshond és una de les races que descendeix dels gossos nòrdics. Al segle xviii el Keeshond era conegut com «el gos de la gent». És un gos compacte que és parent del Samoiede, Chow Chow, Elkhound i Pomerània. A principis de la Revolució Francesa, es va convertir en el símbol del partit polític de la Patriota Holandesa que van ser conduïts pel patriota Kees de Gyselaer. Gyselaer va tenir un gos anomenat Kees, que va donar el nom a la raça. Estava a punt de desaparèixer quan l'ús de les barcasses va disminuir a la fi del segle xix. Van ser introduïts per primera vegada en el Regne Unit per la Sra. Wingfield-Digby i no van arribar a tornar a tenir èxit fins a 1920, quan van arribar als Estats Units. El Keeshond va ser reconegut pel American Kennel Club en 1930. Encara que el gos té orígens holandesos, la Federació Cinològica Internacional ho classifica com a part de la família Spitz Alemany, originant a Alemanya.

## Característiques
- Orelles: Petites, triangulars.[7]
- Pèl: Llarg, de textura alguna cosa aspra. Molt abundant. En el coll és més llarg i abundant.
- Color de pèl: El pelatge és de diversos colors. En la cara és fosc; l'això del cap, coll, part inferior del cos i cua és clar, com a gris o castanyer groguenc molt clar. En l'esquena és fosc, arribant a ser gairebé negre en certes parts.
- Cua: De llarg mitjà. La manté sobre l'esquena.
- Altura: L'altura del Keeshond a la creu, o les espatlles, és de: en els mascles 46 cm, i en les femelles 43 cm.
- Pes: El pes és de 25 a 30 kg.
- Ventrada: Usualment la ventrada és de quatre a cinc cadells. Es registren ventrades de fins a deu cadells.

## Temperament i caràcter
Aquesta és una raça activa, intel·ligent, neta i ensinistrable. Té com a instint una gran devoció a la seva família i és per això que és un gran company per als nens. S'adapta bé a altres animals i en general són socials però han de tenir contacte amb altres gossos quan cadells. Desconfien d'estranys, els agrada bordar i sempre estar en atenció i aquestes característiques els fan bons com a gossos d'alarma (cura). Al principi pot presentar hàbits destructius però això és fàcilment corregit en ensinistrar-ho de cadell i és bo fent trucs.

## Salut i cures
Raça forta i sana sense grans preocupacions. Cal vigilar la pell durant la muda per evitar irritacions en la pell, paràsits, al·lèrgies i puces. No es pot tallar el pèl i requereix freqüents raspallats. Normalment un gos d'aquesta raça viu de dotze a tretze anys.